# Lee Pearson
Sir David Lee Pearson (Cheddleton, 4 febbraio 1974) è un cavaliere britannico, specialista nel para-dressage.
Ha vinto quattordici medaglie d'oro, due d'argento e una di bronzo ai Giochi paralimpici ed è definito il "Padrino" del para-dressage.

## Biografia
Lee Pearson è nato il 4 febbraio 1974 a Cheddleton, in Inghilterra, affetto da artrogriposi multipla congenita. Nel 1980, quando aveva sei anni, era conosciuto per essere stato portato in braccio da Margaret Thatcher su per le scale di 10 Downing Street, la residenza del primo ministro del Regno Unito.
Pearson decise che avrebbe partecipato alle paralimpiadi dopo aver guardato quelle del 1996, sogno che si realizzò quattro anni dopo. Vinse tre medaglie d'oro alle Paralimpiadi del 2000 a Sydney, tre ori alle Paralimpiadi del 2004 ad Atene e altri tre ori alle Paralimpiadi del 2008 a Pechino. Lui e il suo cavallo Gentleman vinsero un oro, un argento e un bronzo alle Paralimpiadi del 2012 a Londra. Con Zion vinse un oro e un argento alle Paralimpiadi del 2016 a Rio de Janeiro. Insieme a Breezer, che Pearson ha cresciuto dalla nascita, vinse altre tre medaglie d'oro alle Paralimpiadi del 2020 a Tokyo.
Pearson è gay ed è stato il primo campione paralimpico britannico ad aver fatto coming out, quando aveva vent'anni; è inoltre un attivista per i diritti LGBTQ+.

## Palmarès
- Giochi paralimpici: 17
 Oro test individuale grado I misto (Sydney 2000)
 Oro stile libero individuale grado I misto (Sydney 2000)
 Oro a squadre misto (Sydney 2000)
 Oro test individuale grado I (Atene 2004)
 Oro stile libero individuale grado I (Atene 2004)
 Oro a squadre (Atene 2004)
 Oro test individuale grado Ib (Pechino 2008)
 Oro stile libero individuale grado Ib (Pechino 2008)
 Oro a squadre (Pechino 2008)
 Argento test individuale grado Ib (Londra 2012)
 Bronzo stile libero individuale grado Ib (Londra 2012)
 Oro a squadre (Londra 2012)
 Argento test individuale grado Ib (Rio de Janeiro 2016)
 Oro stile libero individuale grado Ib (Rio 2016)
 Oro test individuale grado II (Tokyo 2020)
 Oro stile libero individuale grado II (Tokyo 2020)
 Oro a squadre (Tokyo 2020)